# Mark Martin (pilote automobile)
Pour les articles homonymes, voir Mark Martin.
Statistiques en NASCAR Cup Series
Dernière mise à jour : 18 août 2018 
Mark Martin, est un ancien pilote américain de NASCAR né le 9 janvier 1959 à Batesville, Arkansas.

## Carrière
Sa carrière est marquée par une très grande longévité au plus haut niveau en ayant remporté en 20 ans de participation continue à la NASCAR Cup Series 40 courses : la première en 1989 et la dernière en 2009 à 50 ans sur le circuit du New Hampshire à Loudon. 5 fois second du championnat en 1990, 1994, 1998, 2002 et 2009, Martin intègre le hall of fame de la discipline en 2017.